# 小関典幸
小関 典幸（こせき のりゆき、1941年? - 2009年11月30日）は、日本のラリードライバー、レーシングチーム代表。有限会社ケー・アイ・テー・サービスカンパニー名誉会長、上州オートクラブ創立者。出身地は文献により群馬県とするものと山形県とするものに分かれる。
富士重工業（現・SUBARU）の社員ドライバー、後にラリーチーム代表として、同社のモータースポーツ活動を支えたことで知られる。

## 略歴
高校卒業後富士重工業に入社し、同社でテストドライバーを務める。1963年の第1回日本グランプリでは、ツーリングカー（C-II）クラスにスバル・360の排気量をアップした「スバル・450（スバル・マイア）」で出場するが、トヨタ・パブリカ勢の前に敗れる。翌1964年の日本グランプリでは、スバル・360でツーリングカー（T-I）クラスに出場し、チームメイトの大久保力に次ぐ2位を獲得し、スバル1-2フィニッシュを達成した。同年に自らのチームとして「上州オートクラブ」を設立した。
日本グランプリが次の1966年からプロトタイプカー中心のレースとなってしまったため、小関は活動の場を耐久レースやラリーに求め、スバル・1000でそれらのイベントに出場。1966年には第8回日本アルペンラリーで総合3位に入っている。ただ、この頃のレース活動はいわゆるワークス・チームとしてではなく、あくまで個人でのプライベーターとしての活動だったという。同じく1966年には、スバルの水平対向エンジンを搭載したフォーミュラカー「上州国定」を製作。1969年のJAFグランプリでは同車で総合10位に入っている。
1970年代に入ると、いわゆる排ガス規制の強化や第一次オイルショックの影響で国内でのレース活動が困難になったため、小関は海外のラリーに目を向け、1974年・1975年にはスバル・レオーネでバハ1000に出場。1977年には同じくスバル・レオーネで「ロンドン〜シドニー 30,000kmラリー」に高岡祥郎/岡崎宏司と3人で出場し完走を果たす（総合19位/クラス4位）。その後も1980年よりサファリラリーなどの世界ラリー選手権（WRC）イベントに度々スポット参戦するなど、スバルテクニカインターナショナル（STI）設立前のスバルのモータースポーツ活動を支えた。この頃になるとさすがに会社からの資金援助を受けられるようになっていたが、それでもあくまで参戦形態はプライベーターとしてのものであった。
一方で1976年には有限会社ケー・アイ・テー・サービスカンパニーを設立。スバル車専門のディーラー・整備工場として、一般の顧客向けのメンテナンスからレース用コンプリートカーの製作まで幅広い業務を手がけた。
1989年1月には、STIが行ったスバル・レガシィによるFIA公認の10万km世界速度記録アタックに、2号車のドライバーの一人として参加。途中トラブルもあったものの、最終的に223.345km/hで当時の世界記録を更新することに成功した。
2009年11月30日死去。享年68歳。

## 人物
昔気質の職人気質と風貌から、周囲からは「オヤブン」と呼ばれ親しまれていたという。

## 著書
- 四輪駆動車とFF車のドライビングテクニック（高岡祥郎と共著、山海堂、1978年）ISBN 978-4381004789